# Frantz Delplanque
Pour les articles homonymes, voir Delplanque (homonymie).
 (mars 2014).
Si vous disposez d'ouvrages ou d'articles de référence ou si vous connaissez des sites web de qualité traitant du thème abordé ici, merci de compléter l'article en donnant les références utiles à sa vérifiabilité et en les liant à la section « Notes et références ».
Frantz Delplanque, né en 1966, est auteur français de roman policier.

## Biographie
Il est directeur du théâtre Jean-Vilar de Montpellier.
En 2011 et 2013, il publie deux ouvrages aux éditions du Seuil : Du son sur les murs et Elvis et la Vertu, qui mettent en scène des personnages récurrents autour du tueur à gage retraité Jon Ayaramandi. Du son sur les murs est publié en espagnol aux éditions Alfaguara sous le titre Un Gramo de odio.
Remarqué par Amélie Nothomb qui lui a consacré sa chronique dans Le Monde des livres du 11 novembre 2011, il a été l'objet d'une polémique entre l'auteur de Stupeur et tremblements et la journaliste des Inrockuptibles Nelly Kaprièlian. L'article des Inrockuptibles, intitulé Qu'est-ce qu'un roman rock ?, faisant réponse à l'interpellation d'Amélie Nothomb qui écrivit : « Si les Inrockuptibles ne chroniquent pas ce roman, il ne leur reste plus qu'à changer de nom ». Les références à la musique, principalement rock, accompagnent en effet le récit, dans une accumulation intentionnelle qui participe à la construction d'un univers déjanté.
Les romans de Frantz Delplanque ont été également salués par Libération, Le Canard enchaîné, Rolling Stone...

## Œuvre

### Série policièreJon Ayaramandi
- Du son sur les murs, Éditions du Seuil, 2011
- Elvis et la Vertu, Éditions du Seuil, 2013